# Wichita Falls and Southern Railroad
La Wichita Falls and Southern Railroad, spesso abbreviata in WF&S, era una società ferroviaria statunitense che operava nel Texas settentrionale dal 1921 al 1954.  È stata incorporata nel 1920 da diversi investitori, in particolare Frank Kell e suo cognato Joseph A. Kemp, entrambi di Wichita Falls, Texas.

## Panoramica
La società costruì un'estensione di 38 miglia dell'esistente Wichita Falls and Southern Railway da Newcastle a Jimkurn, una città fantasma nella contea di Stephens, nel Texas. La Wichita Falls and Southern Railroad iniziò ad operare dal 21 luglio 1921, quando iniziò anche a noleggiare la Wichita Falls and Southern Railway. Nel 1921, la defunta Wichita Falls, Ranger and Fort Worth Railroad, che collegava Wichita Falls a Ranger nella contea di Eastland e Fort Worth nella contea di Tarrant, venne aperta a Jimkurn. Le tre linee combinate si estendevano da Wichita Falls a Dublin situata nella contea di Erath, nel Texas centrale.

## Storia della società
Nell'agosto del 1927, la Wichita Falls and Southern Railroad acquistò le scorte della Wichita Falls and Southern Railway e della Wichita Falls, Ranger and Fort Worth Railroad, entrambe le quali erano state affittate dalla società madre. La ferrovia acquisì i diritti per l'utilizzo del sistema dei binari della Wichita Falls and Oklahoma Railroad da Wichita Falls a Waurika nella contea di Jefferson, nell'Oklahoma meridionale. Il percorso totale fu quindi ampliato per collegare Dublin a Waurika. Dopo la morte di Kemp nel 1930, Kell divenne il presidente della società, coadiuvato dal figlio Joseph Archibald Kell (1895 – 1939), e Joe J. Perkins come vice presidente, con la società che aveva il suo quartier generale a Wichita Falls.
Nel 1929, la società possedeva 11 locomotive, con cinque automobili, 147 vagoni merci e 15 auto aziendali. Era valutata come entità di classe II dalla Texas Railroad Commission, che oggi non regola più le ferrovie, bensì le industrie energetiche dello stato. I guadagni nel 1929 superavano 1 milione di dollari, principalmente dal fatturato. Il 31 dicembre 1940, la Wichita Falls and Southern Railroad e le sue società affittate si fusero. Al culmine, la Wichita Falls and Southern possedeva circa 400 dipendenti. Tuttavia, le morti di Joe Kell nel 1939 e Frank Kell nel 1941, accoppiate con scioperi, inondazioni e questioni salariali, avevano già nel 1948 ostacolato la situazione finanziaria della ferrovia. Nel 1952, sotto la direzione di uno dei cognati di Kell, Orville Bullington, la società non era affiliata. Nello stesso, la ferrovia aveva guadagnato circa 530.000 dollari di entrate. Nel 1954, fu abbandonata.
Nel frattempo, circa 40 miglia della Wichita Falls and Southern Railroad tra Graham nella contea di Young e un punto a sud di Breckenridge nella contea di Stephens furono acquisiti e gestiti dalla defunta Chicago, Rock Island and Pacific Railroad fino al 1969, quando anche questa linea, fu diseredata.
Kemp in precedenza possedeva la Wichita Falls Railway, fondata nel 1895, che forniva un servizio di 18 miglia tra Wichita Falls e Henrietta nella contea di Clay, nel Texas. Questa linea nel 1911 fu acquistata dalla Missouri-Kansas-Texas Railroad ed in ultima analisi abbandonata come non redditizia nel 1970.